# 湯姆·沃爾什
湯姆·沃爾什（英語：Tom Walsh；1996年7月11日—）是一位蘇格蘭足球運動員。在場上的位置是中場。他現在效力於蘇格蘭足球冠軍聯賽球隊格拉斯哥流浪者足球俱樂部。他在2007年加盟格拉斯哥流浪者。

## 外部連結
- 足球数据库：湯姆·沃爾什的球员统计数据